# القطاع الوهراني
الغرب الجزائري أوالقطاع الوهراني (لاتينية: Oranie، الوهراني) هي منطقة اجتماعية وثقافية غرب الجزائر تضم كل الشمال الغربي للجزائر وتتوافق تقريبا مع الولايات التالية: وهران - عين تموشنت - معسكر - مستغانم - غليزان - سعيدة - بلعباس - تلمسان - تيارت وعاصمة القطاع الرمزية هي مدينة وهران. أطلقت سلطات الاحتلال الفرنسي تسمية القطاع الوهراني، على ما كان يعرف إداريا ببايلك الغرب.
جغرافيا وتاريخيا تمثل المنطقة جزء من التراث الثقافي والطبيعي الجزائري. حيث يتكلم ساكنو المنطقة لهجة عربية جزائرية يعرفون بها وخاصة استعمالهم لألفاظ مثل «واه» (أي نعم) و«كي راكم» (كيف حالكم). وهذا لا ينفي تميز بعض المدن الكبرى في هذا القطاع بلهجة مختلفة.
القطاع الوهراني يمثل بطبيعة الحال الجزء الغربي من التل الجزائري الذي كان في الماضي مكانا عيش للكثير من القبائل الجزائرية البدوية والأمازيغية. القبائل البدوية الأخرى ترعى بين الصحراء والتل حسب المواسم.
تحد هذه المنطقة الجزائرية من الشرق وادي الشلف المتوسط، وغربا (المغرب)، شمالا البحر الأبيض المتوسط وجنوبا الهضاب العليا الغربية، وهي تتميز أيضا بقرب الساحل الإسباني، فالمسافة بين ولاية عين تموشنت وألمرية هي 94 كم إلى 180 كم.
حكمت عدة سلالات المغرب الأوسط مدن القطاع الوهراني مثل (الدولة الرستمية) وتلمسان (إمارة بني زيان). ومن أشهر أبناء المنطقة الأمير عبد القادر رمز المقاومة الجزائرية ضد الاستعمار من معسكر وكذا المناضل القومي مصالي الحاج الشهير من تلمسان.
وفي الآونة الأخيرة، أصبح الراي، الذي كان يعتبر في وقت ما موسيقى إقليمية محددة بالمنطقة، الموسيقى الأكثر شعبية في البلاد كلها، وهي واحدة من الممثلين الرئيسيين للموسيقى والثقافة الجزائرية. على الصعيد الدولي.
مصطلح الوهراني (Oranie) كان يستخدم في الأصل بشكل غير رسمي لتسمية إدارة وهران في الحقبة الاستعمارية في أكبر مدى لها (قبل الإصلاح الإقليمي 1957). وكانت هذه الإدارة تتطابق إلى حد كبير مع إقليم البايلك الغرب في إيالة الجزائر التي كانت موقع قادة متعاقبة في مازونا، معسكر، وهران.
هذا المستحدث (القطاع الوهراني-Oranie) الذي يعود القرن التاسع عشر، والذي كانت مدرج في القواميس القديمة، لم يعد بتلك الشعبية، بينما يظل استخدامه شائعا.

## جغرافية

### الاسم والمنطقة
في الفرنسية، مصطلح «Oranie» مشتق من اسم مدينة وهران بالفرنسية «Oran».
أما في اللغة العربية، فالمقابل لمصطلح Oranie في معظم الأحيان هو «القطاع الوهراني». وفي وسائل الإعلام الرسمية يستخدم مصطلح «الغرب الجزائري».

### التضاريس
لا يشكل الأطلس التلي سلسلة جبلية متصلة بالقطاع الوهراني. حيث يقطع بالقرب من البحر بسلسلة من السهول: سهول وهران وسيق وشلف.
بين هذه السهول ترتفع هضاب صغيرة في الساحل الوهراني، التي ترتطم بالبحر وتشكل ساحل حاد وصخري: الخلجان (وهران، أرزيو) نادرة ومحمية قليلا، مع استثناء ملحوظ بميناء المرسى الكبير.
جنوب هذه التلال من الساحل يوجد سلاسل جبلية صغيرة، أعلى: جبال تسالا، تلمسان، جبال الظهرة. والونشريس، التي تصل إلى ما يقرب من 2000 متر، هي الأكبر.
بين هذه الكتلة تمتد السهول الداخلية: سهول تلمسان، سيدي بلعباس ومعسكر.

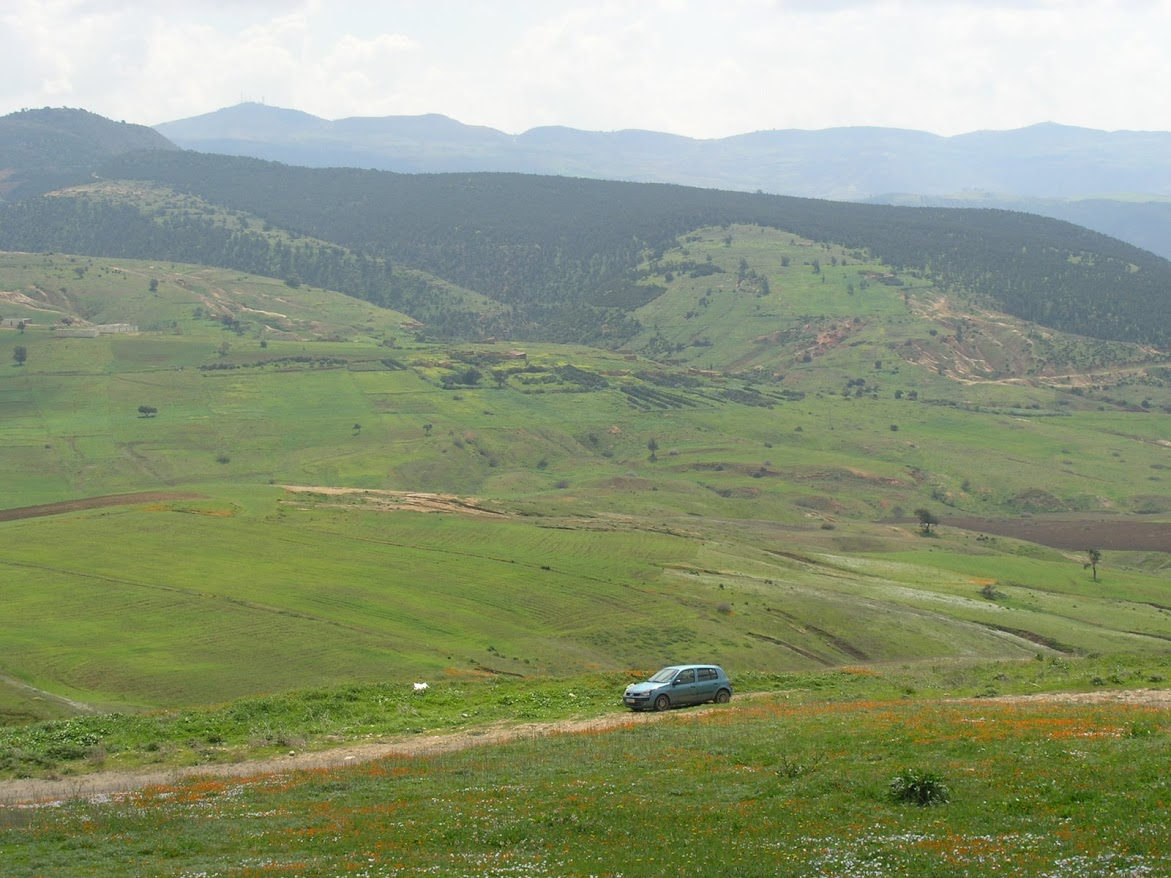
منظر طبيعي بجبال بني شقران
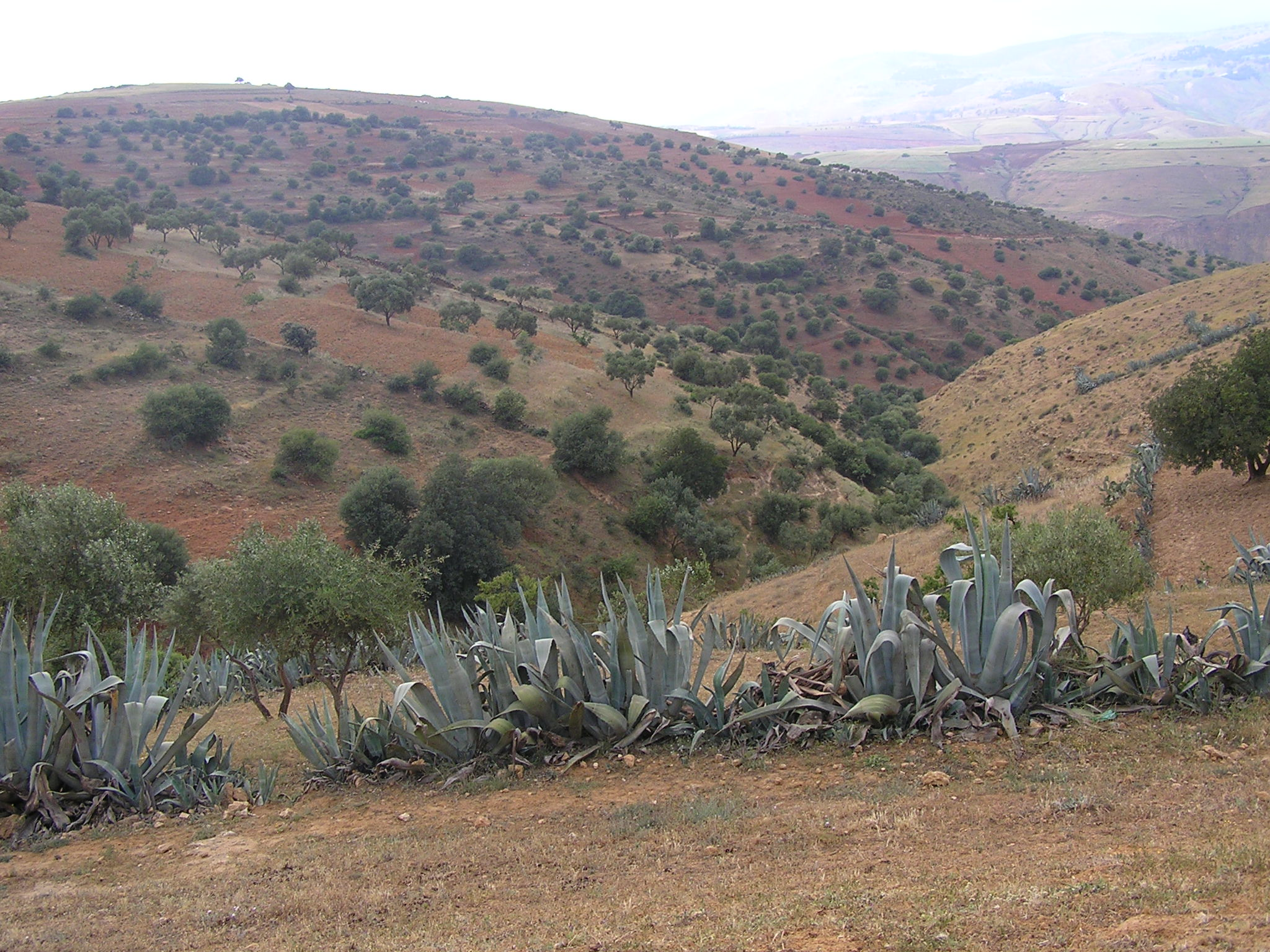
منظر طبيعي بناحية غليزان

### المناخ
إن كانت الرياح الجنوبية جافة، فهي ليست نفسها بالنسبة لرياح القطاع الغربي، والتي تهب أحيانا بعنف، خاصة في الشمال الغربي، وهي رياح مفيدة تجلب الأمطار في جميع أنحاء البلاد وخاصة القطاعات الجبلية. ويختلف هذا بشكل غير منتظم من الخريف إلى الربيع، التواريخ والكميات حسب السنة، ولكن دائما بشكل أكبر في الكتلات الجبلية مقارنة بالمناطق المجاورة.
بتمتع القطاع الوهراني بمناخ البحر الأبيض المتوسط الكلاسيكي الذي يتميز بجفاف الصيف، شتاء معتدل، سماء مشرقة وواضحة. خلال أشهر الصيف، تصبح الأمطار نادرة أو غير موجودة، والسماء مشرقة وواضحة. يغطي المناخ المضاد شبه الاستوائي المنطقة لمدة أربعة أشهر تقريبا. وعلى النقيض من ذلك، فإن المنطقة تسقى جيدا خلال فصل الشتاء. كما أن قلة الأمطار (294 ملم الأمطار) وترددها (72.9 يوما في السنة) هو أيضا من سمات وخصائص هذا المناخ، وهو أكثر جفافا من بقية شمال الجزائر..
في الصيف، الشهيلي، رياح جافة وحارة جدا، تصب من الجنوب إلى الشمال.
أما في جنوب المنطقة، فإن المناخ شبه جاف.

### الديموغرافية والتوزيع السكاني
القطاع الوهراني منطقة اجتماعية-ثقافية، لا يعترف بها من طرف الدولة الجزائرية كوحدة إدارية. إداريا، ينقسم الوهراني إلى 9 ولايات.
الولايات، مصنفة حسب دلالاتها، هي:
| رقم     | الولاية           | المساحة  | التعداد سنة 2010 |
| ------- | ----------------- | -------- | ---------------- |
| 13      | ولاية تلمسان      | 9 408    | 946 322          |
| 14      | ولاية تيارت       | 20 673   | 864 202          |
| 20      | ولاية سعيدة       | 7 014    | 312 757          |
| 22      | ولاية سيدي بلعباس | 8 306    | 589 727          |
| 27      | ولاية مستغانم     | 2 165    | 735 075          |
| 29      | ولاية معسكر       | 5 699    | 760 523          |
| 31      | ولاية وهران       | 2 145    | 1 362 616        |
| 46      | ولاية عين تموشنت  | 2 432    | 366 942          |
| 48      | ولاية غليزان      | 5 208    | 699 077          |
| المجموع | المجموع           | 63050كم2 | 6٬637٬241 نسمة   |

#### المدن الرئيسية
لدى المنطقة بعض التجمعات الحضرية التي تضم أكثر من 100 000 نسمة.
- وهران، أكبر مدينة في القطاع، وهي مدينة تضم أكثر من مليون نسمة، أكثر من سدس سكان المنطقة، مما يجعلها ثاني أكبر مدينة في الجزائر.

والمدن الهامة الأخرى في القطاع الوهراني، من حيث عدد السكان، والنفوذ الثقافي، والأهمية الاقتصادية أو الأهمية الإدارية هي:
- تلمسان، العاصمة السابقة المغرب الأوسط.
- مغنية (ولاية تلمسان) مدينة الحدود مع المغرب.
- تيارت، العاصمة السابقة للرستميون.
- سعيدة تقع على الحافة الشمالية من الهضاب الجنوبية للقطاع.
- سيدي بلعباس، مركز تجاري وصناعي هام.
- مستغانم، ثاني أكبر مدينة ساحلية في القطاع.
- معسكر، العاصمة السابقة للبايلك الغربي والعاصمة الأولى لدولة عبد القادر.
- أرزيو (ولاية وهران)، وهو ميناء صناعي مهم.
- عين تموشنت وغليزان من المدن الأخرى المتوسطة الأهمية محليا.

فقدت المراكز الحضرية القديمة ما قبل الاستعمار لللمنطقة أهميتها الإقليمية مثل ندرومة (كتلة تارارا) مازونة (الظهرة) وقلعة بني راشد (في جبال بني شقران). ويلحظ أن أنشطتهم الحرفية تراجعت، باستثناء تلمسان، لصالح المدن التي أعطيت امتيازات بسبب الاستيطان الاستعماري مثل وهران أو المدن التي تم تكييفها للسكان الأوروبيين مثل سيدي بلعباس.

## سكان ولغات

### الاستيطان
تتميز المنطقة بالعديد من المدن الكبيرة. ويقدر حوالي مليوني نسمة تعيش بالمدن الكبيرة تضم أكثر من 100 000 نسمة، في حين تشمل المدن التي يزيد عدد سكانها عن 50 000 نسمة، فإن سكان المناطق الحضرية في أورانيا سيمثلون 2.4 مليون شخص من أصل ما يزيد عن 6 ملايين نسمة (14). ولكن وجود ريف خصب بالقرب من الساحل والمرتفعات بما في ذلك تيارت، «دور علوي» حقيقي من وهران، يسمح لوران بالحصول على بعض الاكتفاء الذاتي من الغذاء على بعض المنتجات.

### لغات
هذا التجانس موجود أيضا في اللغة. الدارجة الجزائرية هي لغة التواصل المهيمنة في القطاع الوهراني، وهناك العديد من اللكنات أو اللهجات في القطاع مثل المصطلحات الأمازيغية والعربية والإسبانية والفرنسية والإيطالية. اللهجة الوهرانية هي أحد لهجات الدارجة الجزائرية المستعملة في المنطقة، حسب موسوعة الإسلام يشار إلى أنه في القرن السادس عشر، «كانت البربرية لا تزال مستعملة في القطاع الوهراني».
ما يسمى باللهجات الحضرية والقبلية، موجودة في بعض المدن، بما في ذلك تلمسان، حيث الحرف «ق» / قاف ليس واضحا. وقد تأثرت اللهجة التلمسانية بشدة باللهجة الأندلسية، حيث ضمت تلمسان العديد الموريسكيين بعد طردهم. أما اللهجة الندرومية فحرف «ق» / قاف فيها واضح. وبالمثل، أيضا هناك اللهجة المستغانمية المميزة وحتى الريفية لديها خصائص تسمح لمختلف سكان القطاع الوهراني بالتعرف على الاختلافات بينهم.
وهناك أيضا المناطق الناطقة بالأمازيغية، وخاصة على مستوى ولاية الشلف. يتحدث بالشناوية من قبل عشرات الآلاف من السكان، على الرغم من أن جبل شنوة ليست جزءا، في حد ذاته، من القطاع الوهراني، ولكن بالأحرى في غرب الجزائر. ومن ناحية أخرى، يمكن تحديد بعض القرى الناطقة للأمازيغية في بعض المناطق، ولا سيما أرزيو، أو على مستوى جبل بني سنوس، نحو تلمسان. حتى عام 1936، استمرت المانطق الناطقة بالأمازيغية في الوجود في المنطقة (معسكر، مستغانم، تيارت، تموشنت، شلف، تلمسان).

## الثقافة

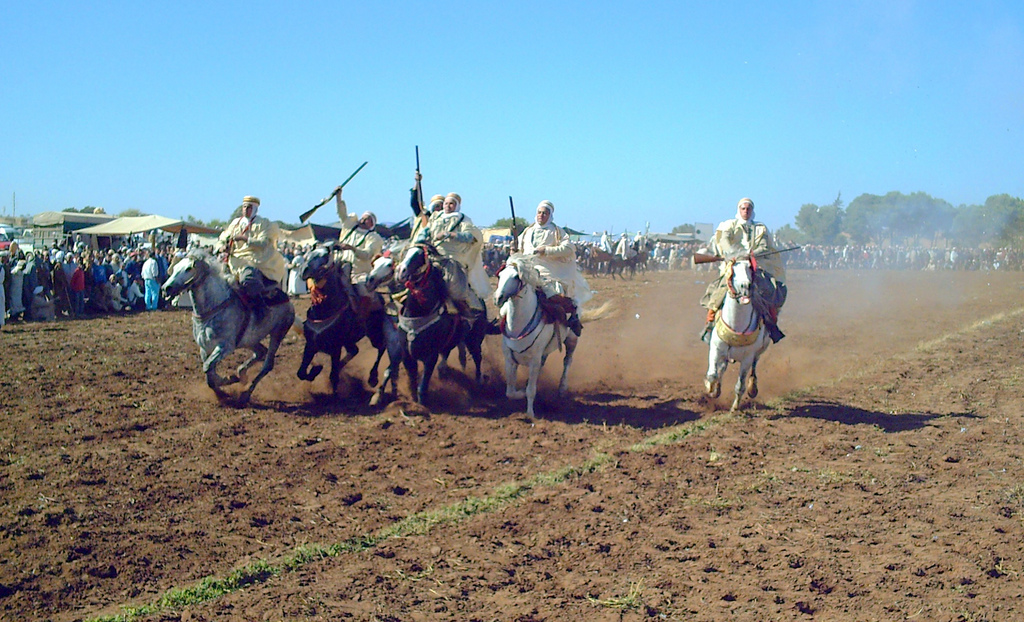
مستغانم

القطاع الوهراني، على غرار غرب الجزائر، منطقة غنية ثقافيا.
من الناحية الثقافية، يمكن اعتبار أن القطاع الوهراني يمتد من وديان شلف إلى الحدود المغربية.

### نظرة عامة
ويمكن ملاحظة أن هناك عدة «أقطاب» ثقافية في القطاع الوهراني. أولا وقبل كل شيء، وهران، والتي من حيث أهميتها التجارية كانت مركز الأنشطة الاقتصادية في المنطقة، وبالتالي أثرت على الغرب الجزائري. وهران هي مدينة شعبية جدا، مفترق طرق ثقافي حقيقي، مرتبط ارتباطا وثيقا بتاريخها المضطرب الذي أعطى وهران السحر الذي نعرفه اليوم.
تلمسان مدينة هامة أخرى في القطاع، ولكن ثقافتها أكثر حضرية وأكثر دقة. عاصمة سلالة الزيريين الصنهاجية الأمازيغ، موطن العديد من الآثار التاريخية، تلمسان هي مدينة غنية بالتاريخ الذي يجعلها مدينة ثقافية كبيرة، مثل مدينة الجزائر أو قسنطينة. تلعب الموسيقى الأندلسية دورا هاما في تلمسان، التي لا تزال تضم مدارس الموسيقى التي تديم الفن الأندلسي في المنطقة المغاربية.

### الملابس

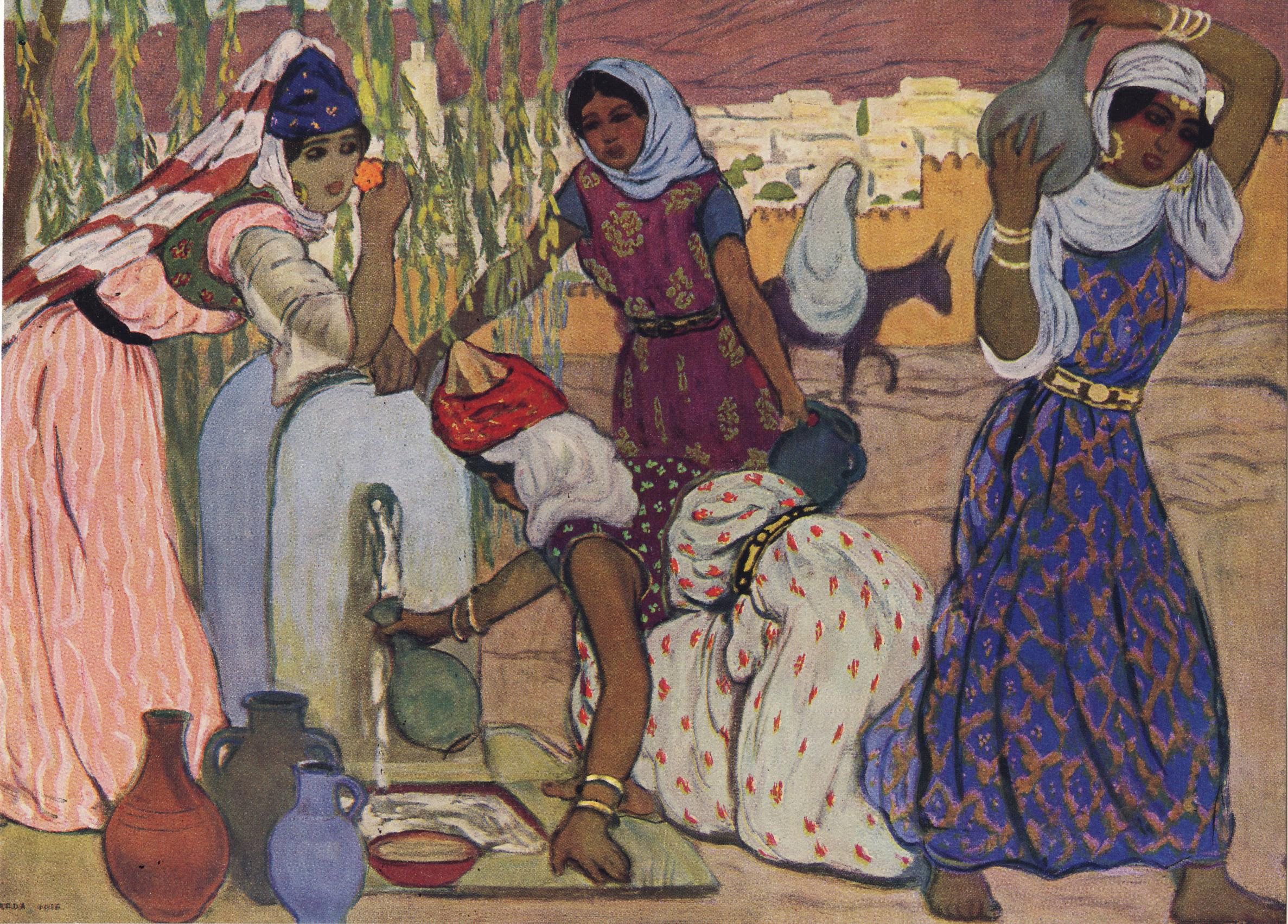
نسوة أمام نافورة بتلمسان
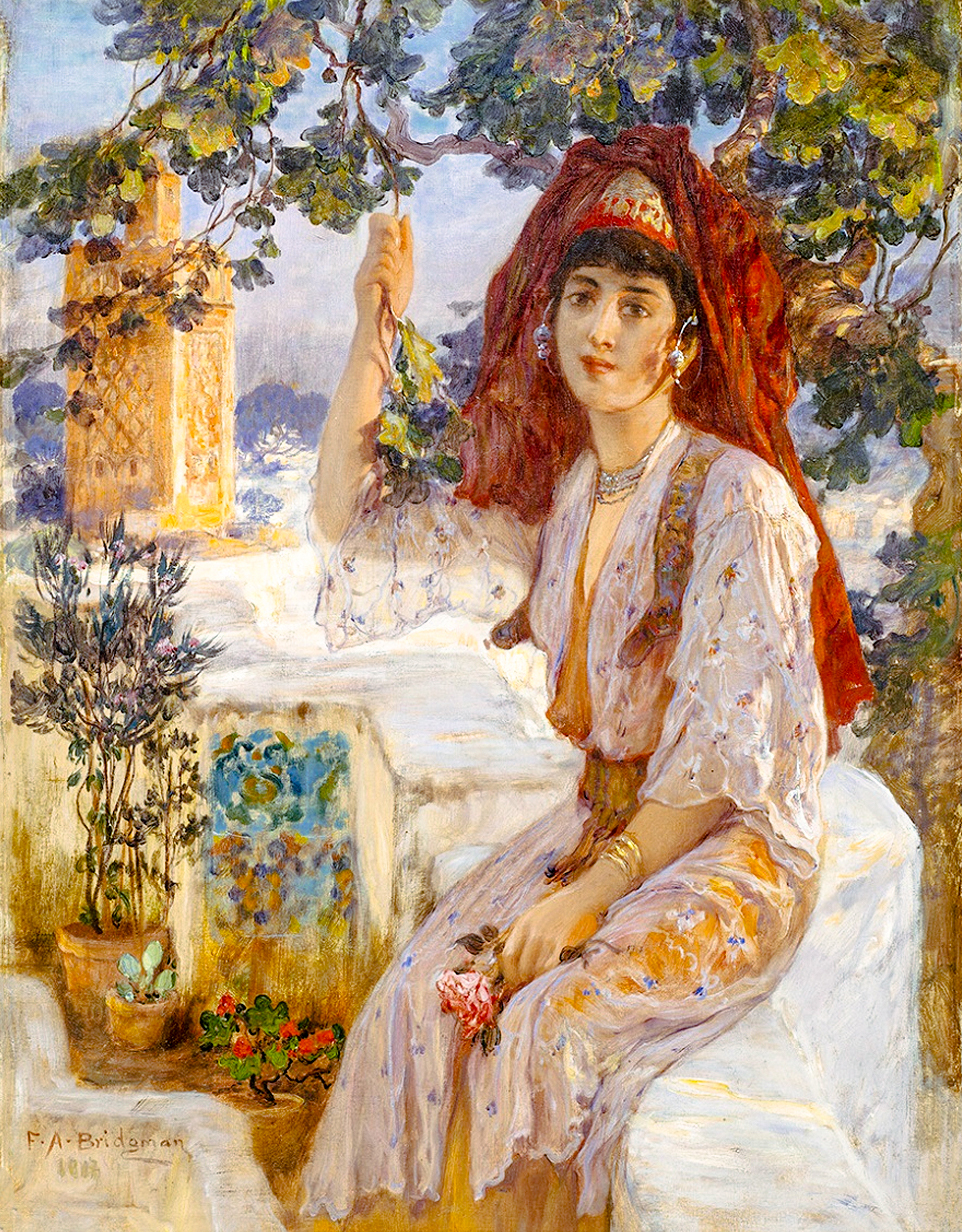
فتاة من تلمسان

## معرض صور للمنطقة

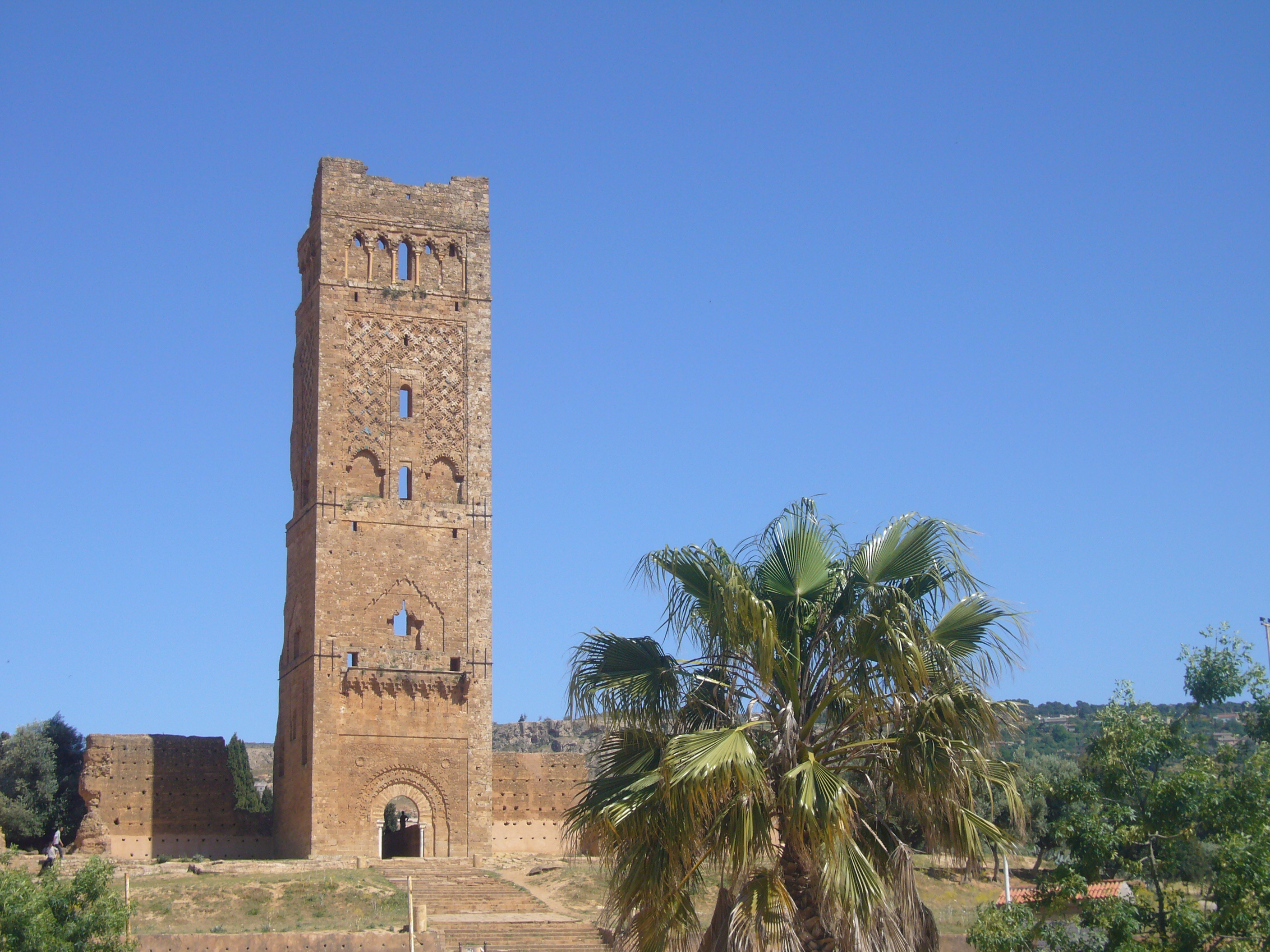
المنصورة، في ولاية تلمسان
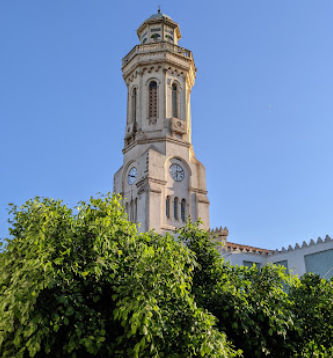
جامع النور ، مدينة غليزان
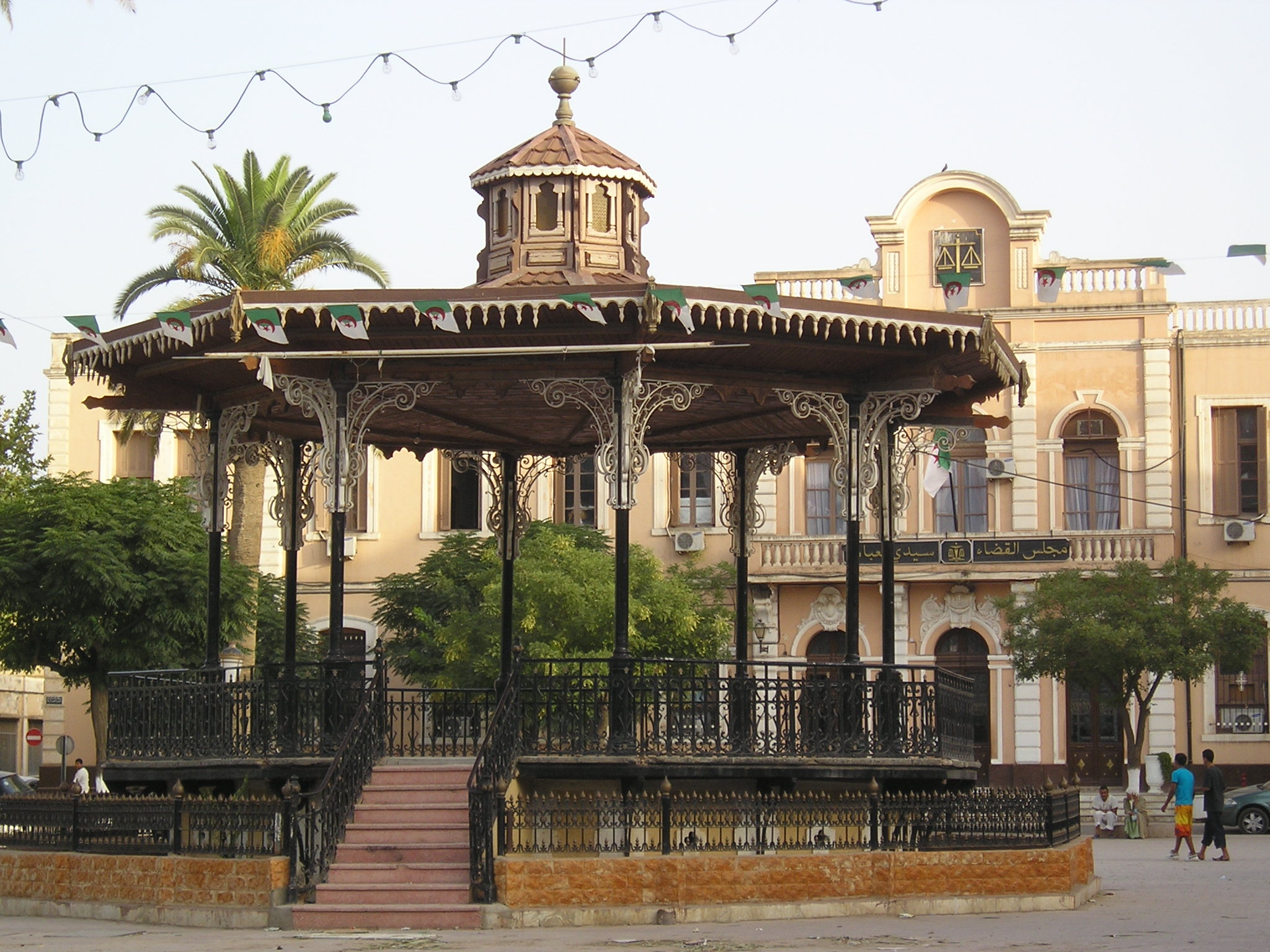
ساحة سيدي بلعباس, ساحة كارنو سابقا
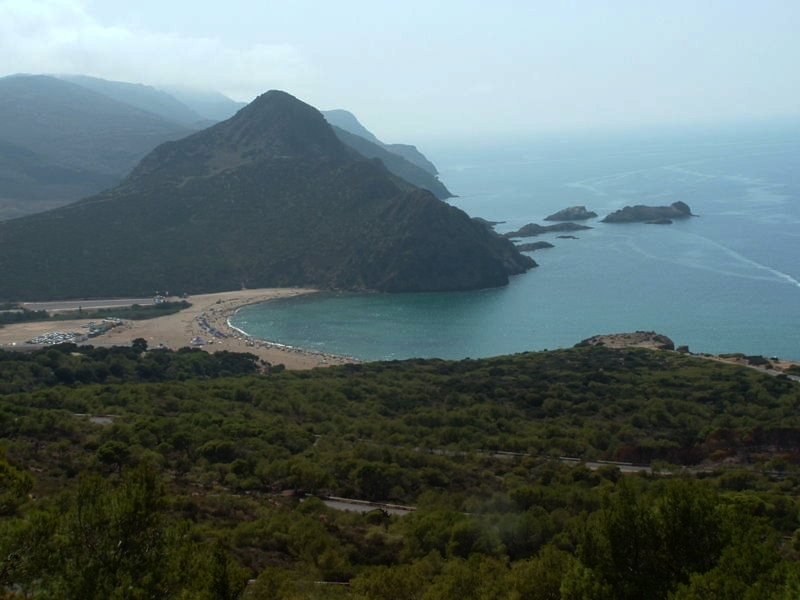
شاطئ مداغ ، ولاية وهران
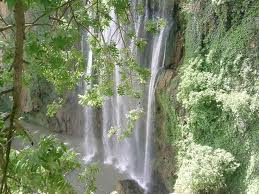
شلال سيدي واضح ولاية تيارت
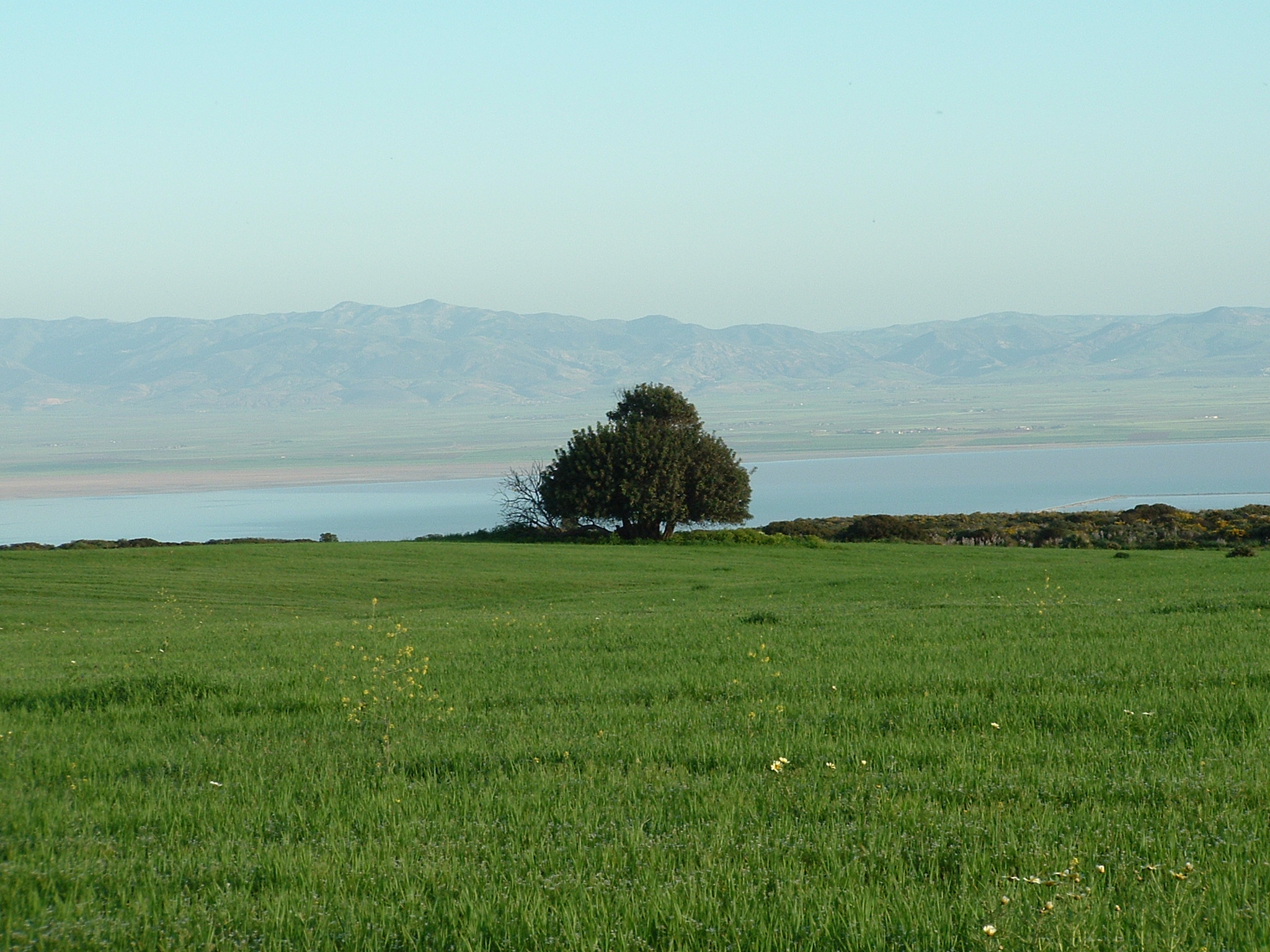
السبخة وتقع بين وهران وعين تموشنت وسيدي بلعباس
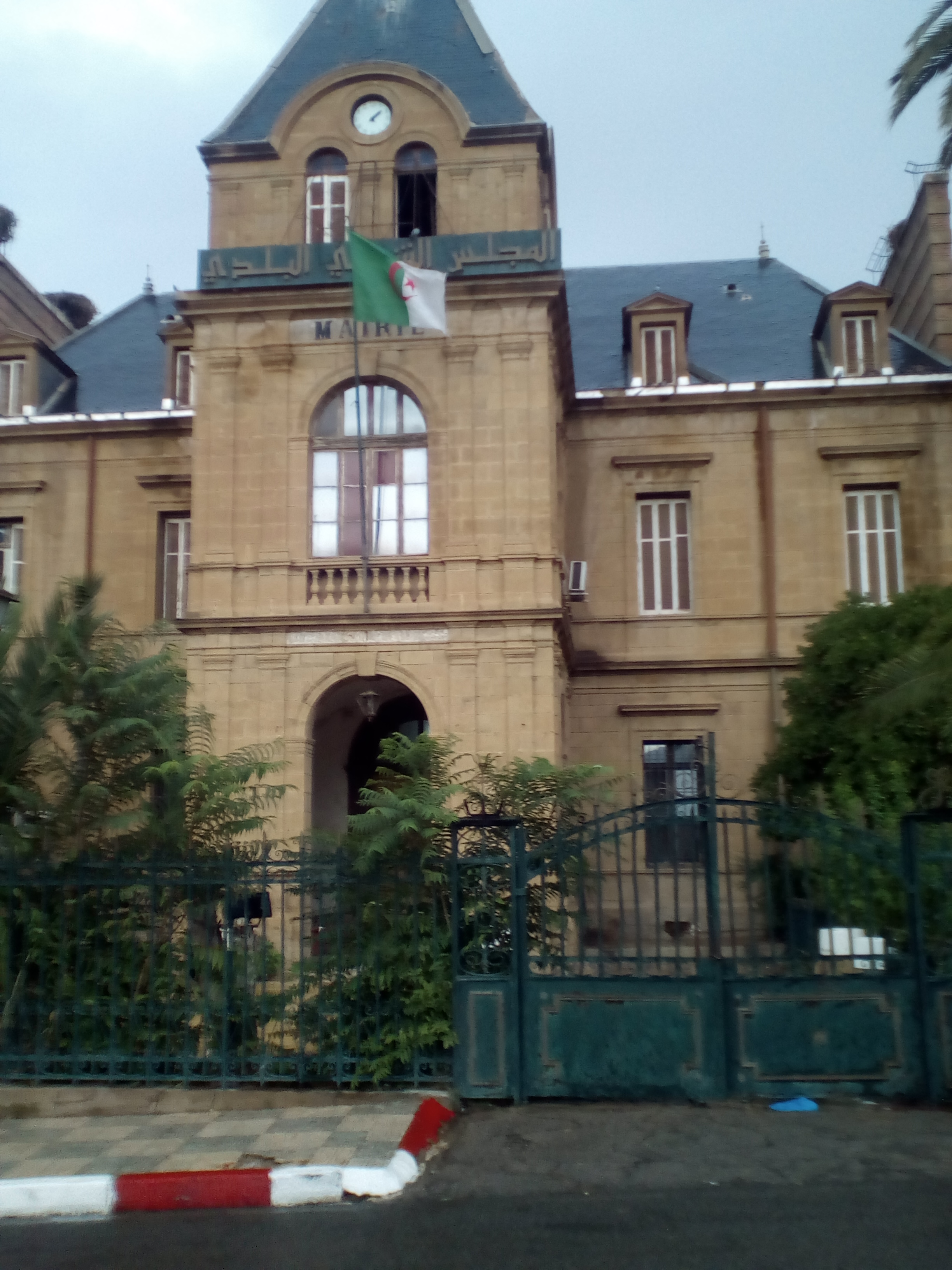
مقر بلدية سعيدة
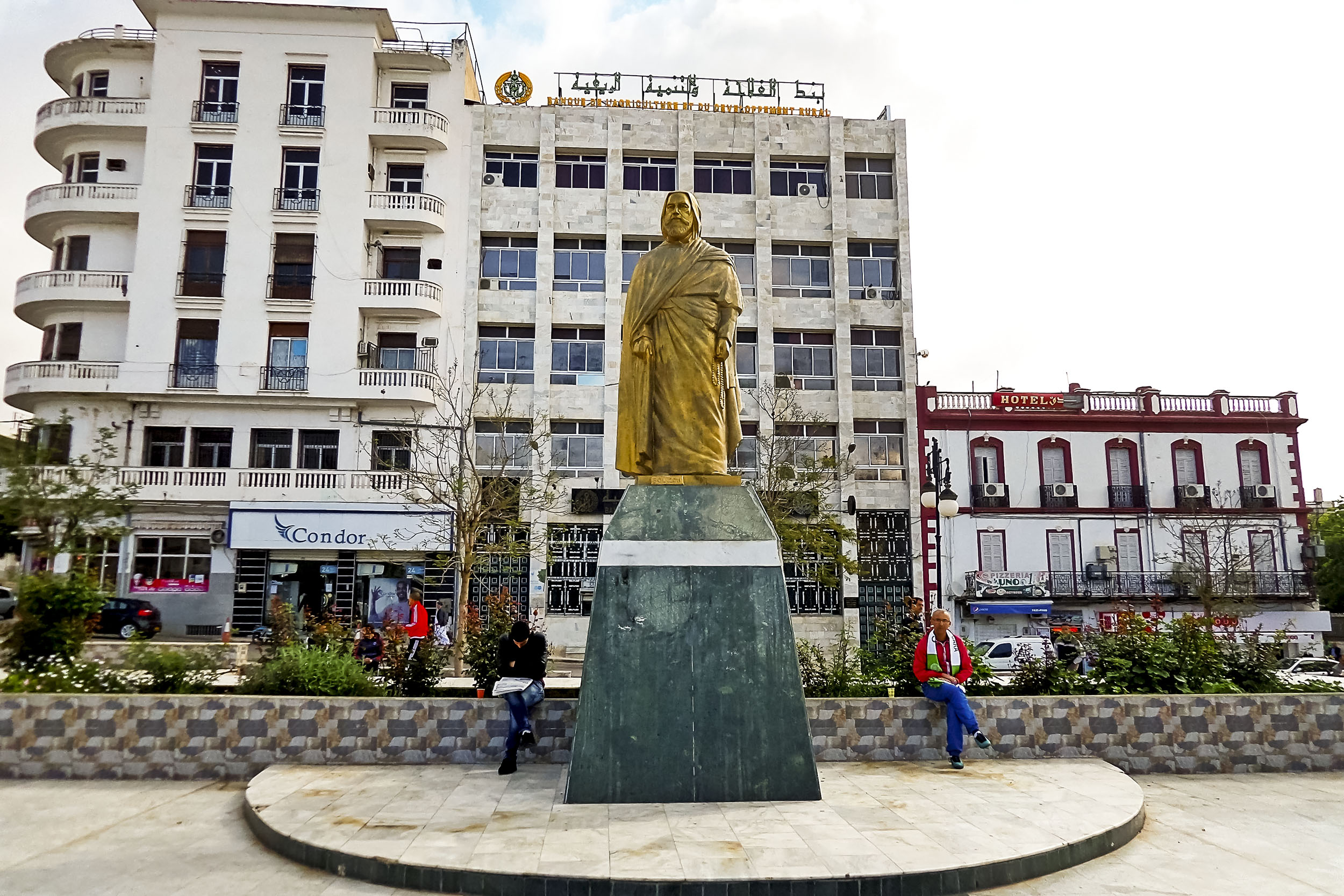
تمثال الأمير عبد القادر وسط مدينة معسكر
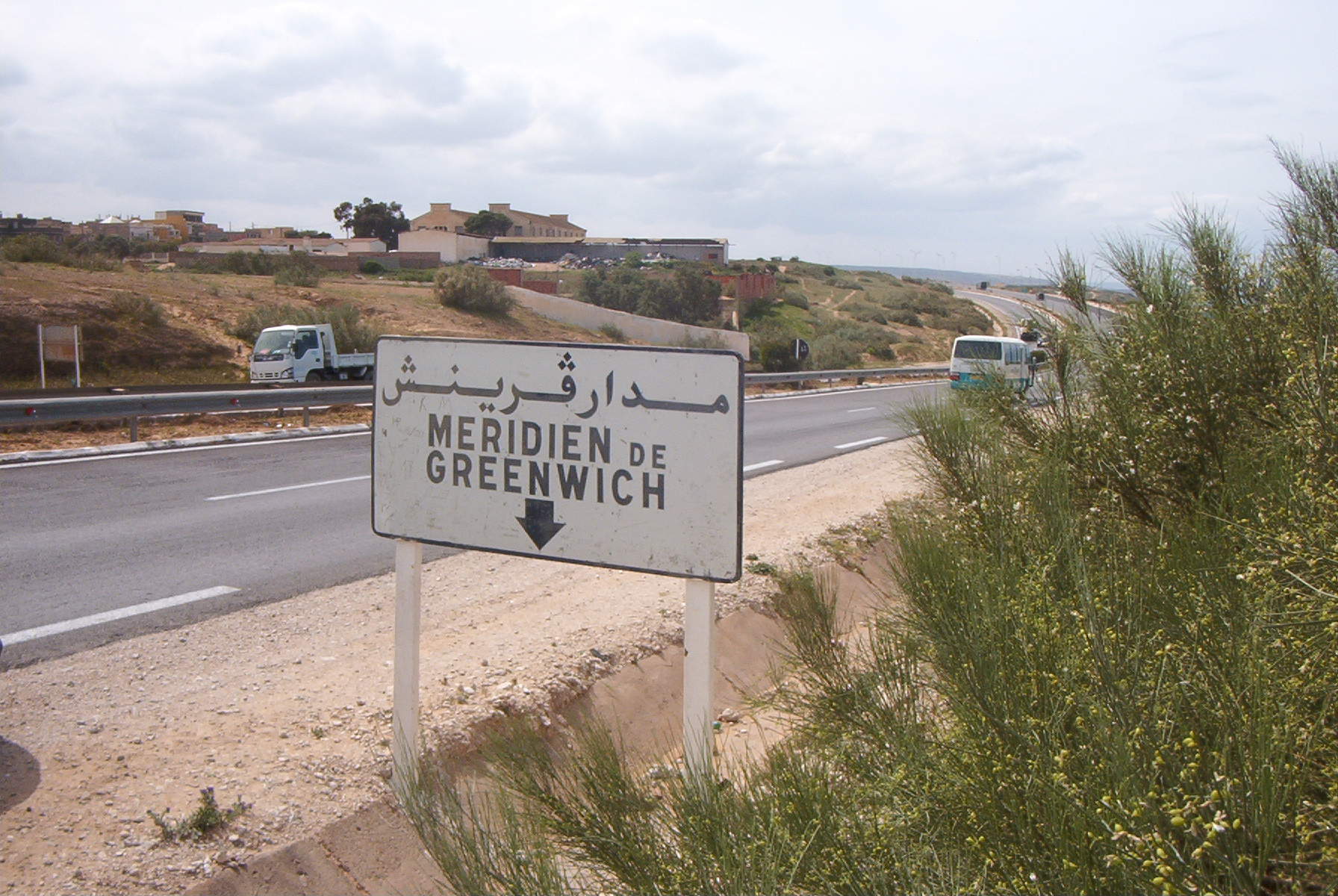
خط غرينيتش بالقرب من مستغانم

## مؤلفات
- «القطاع الوهراني قبل اندلاع الثورة التحريرية» للباحث الدكتور محمد بلحاج.[5][6]